# А333 (автодорога)
А333 (Тунки́нский тракт) — автомобильная дорога федерального значения Култук — Монды — граница с Монголией. Транспортная артерия, связывающая Окинский и Тункинский районы Бурятии с остальной республикой, а также Иркутскую область с Монголией. До переименования в 2010 году носила наименование А164..

## Маршрут
(в скобках — расстояние до центра населённого пункта)

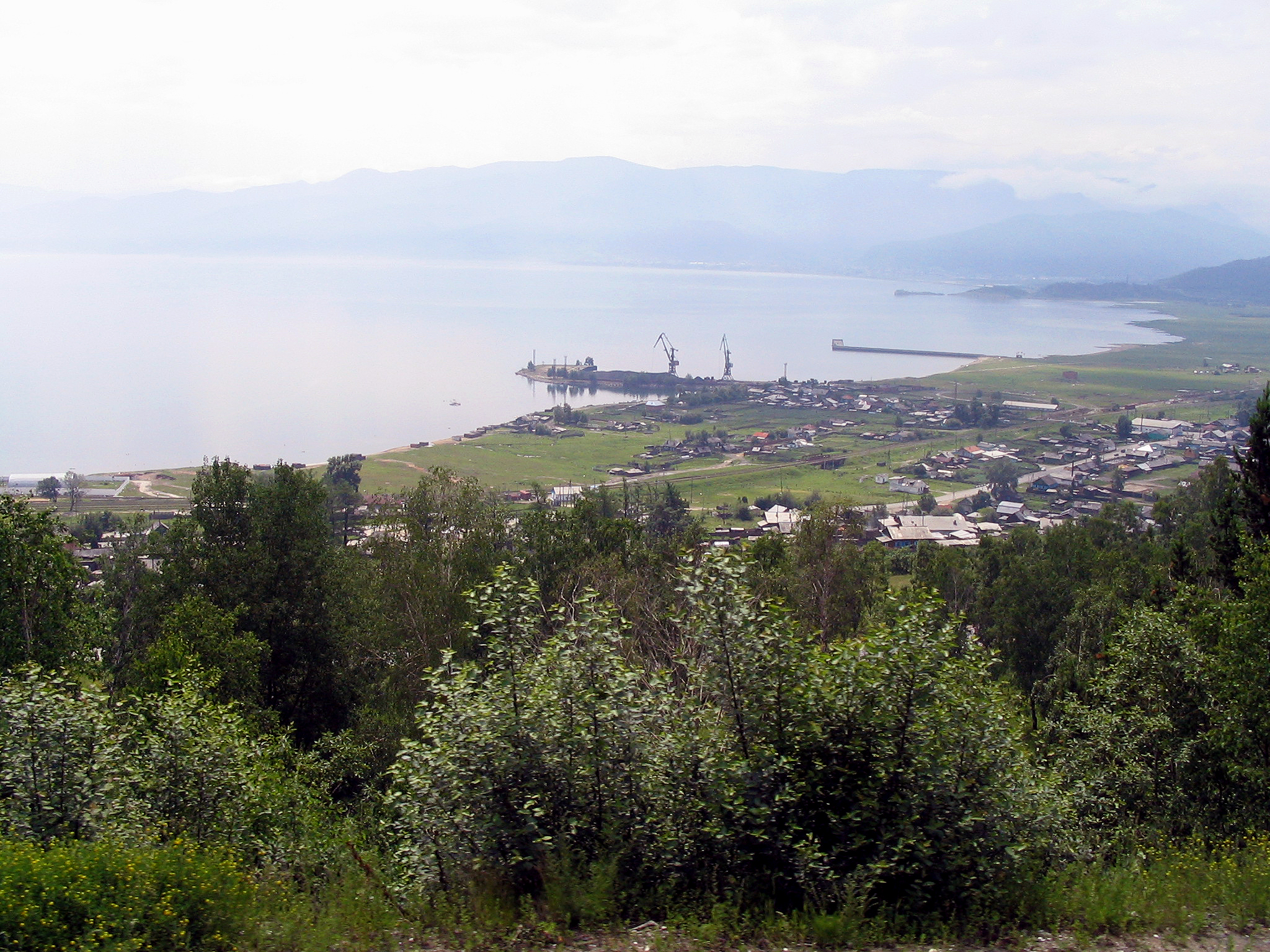
Посёлок Култук

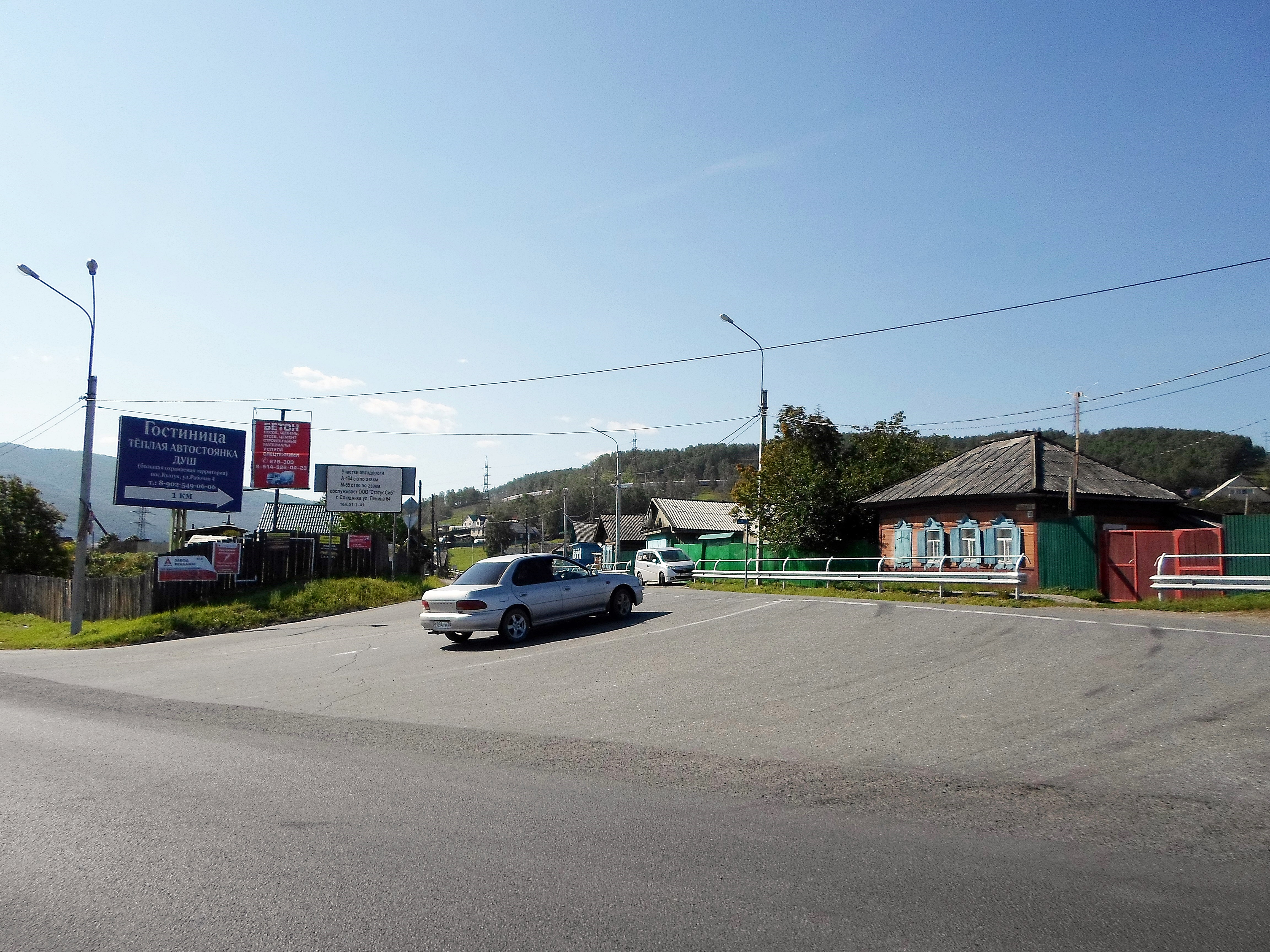
Начало Тункинского тракта от магистрали «Байкал» в Култуке

Иркутская область (Слюдянский район)
- 0 км  посёлок Култук, ответвление от федеральной магистрали Р258 «Байкал»
- 7-й км         мост через реку Култучная
- 17-й км        мост через реку Большая Быстрая
- 19-й км   деревня Быстрая
- 21-й км        мост через реку Малая Быстрая
- 35-й км   село Тибельти
- 39-й км — граница Слюдянского района Иркутской области и Тункинского района Бурятии

Республика Бурятия (Тункинский район)
- 44-й км  улус Шулута, справа
- 53-й км  село Торы
- 63-й км  посёлок Зун-Мурино
- 65-й км       мост через реку Зун-Мурэн
- 66-й км  отворот направо к улусу Шанай
- 83-й км  село Зактуй
- 86-й км  АЗС, отворот направо на курортный посёлок Аршан (автодорога 03К-033, 28 км)
- 95-й км  посёлок Жемчуг
- 96-й км       отворот налево к улусу Охор-Шибирь (1 км)
- 97-й км       мост через реку Харагун
- 99-й км       отворот направо к санаторию «Вышка»
- 102-й км     отворот направо к посёлку Малый Жемчуг (0,5 км)
- 105-й км       мосты через Большой и Малый Ибогай
- 108-й км  село Харбяты
- 111-й км        мост через реку Харбяты
- 114-й км  улус Нуган, справа
- 118-й км  село Кырен, АЗС
- 121-й км  улус Хужиры
- 122-й км   улус Могой-Горхон
- 127-й км  село Шимки, справа
- 140-й км       мост через реку Большой Зангисан
- 144-й км       мост через реку Малый Зангисан
- 152-й км       отворот направо на посёлок Ниловка и курорт Нилова Пустынь (7 км)
- 153-й км   село Туран
- 172-й км   село Мойготы
- 174-й км        мост через реку Большой Хара-Гол
- 188-й км        мост через реку Иркут
- 203-й км   посёлок Монды, мост через реку Иркут
- 204-й км        АЗС
- 205-й км        отворот направо, начало региональной автодороги 03К-035 Монды — Орлик (протяжённость — 153 км)
- 215-й км       перевал Мунгийн-Дабан
- 218,6 км — государственная граница с Монголией, погранпереход «Монды»[4]